# Shūmei Ōkawa
Shūmei Ōkawa (大川 周明 Ōkawa Shūmei?,  Sakata, 6 de diciembre de 1886 – Tokio, 24 de diciembre de 1957) fue un intelectual japonés, que propugnó el panasiatismo, uno de los principales exponentes del nacionalismo japonés.

## Biografía

### Formación
Se graduó en la Universidad Imperial de Tokio en 1911, donde estudió los Vedas y la filosofía hindú clásica. Después de ello, trabajó como traductor para el Cuartel General del Ejército Imperial Japonés gracias a su conocimiento de idiomas como alemán, francés, inglés, sánscrito y pali.
En el verano de 1913 leyó New India or Indian in transition (1886, revisado en 1905), de Henry Cotton, lo que le influyó de forma decisiva en su entendimiento de la situación política contemporánea: abandonó su anterior "completo cosmopolitismo" (sekaijin) y emprendió el diseño de lo que denominaba panasianismo. A finales de ese año aparecieron artículos de Anagarika Dharmapala y Maulavi Barkatullah en la revista Michi (publicada por Dokai, una organización religiosa en la que Ōkawa terminó teniendo un importante papel).
Tras años de estudio de filósofos extranjeros, llegó a la convicción de que la solución a los apremiantes problemas sociales y políticos de Japón era revitalizar la filosofía japonesa tradicional, poniendo énfasis en los principios del kokutai.
En 1918 Ōkawa comenzó a trabajar para la Compañía Ferroviaria del Sur de Manchuria, en su Oficina de Investigación de Asia Oriental. Junto con Ikki Kita fundó un grupo de discusión nacionalista, el club político Yuzonsha. En la década de 1920 ejerció como profesor de Historia y Política Colonial en la Universidad de Takushoku, donde organizó grupos de estudiantes de derecha anticapitalista.
En 1926 Ōkawa publicó su obra más influyente: "Japón y el Camino de lo Japonés" ( Nihon oyobi Nihonjin no michi?), que alcanzó una gran repercusión, siendo reeditado 46 veces hasta 1945. Ōkawa se involucró en los intentos de golpe de Estado que se organizaron en el seno del Ejército a principios de la década de 1930, como el incidente de marzo de 1935, por el que fue condenado a cinco años de cárcel. Liberado a los dos años, volvió a su trabajo en la compañía ferroviaria, y al poco tiempo fue contratado como profesor por la Universidad Hosei en 1939. Siguió publicando libros y artículos, popularizando el panasianismo: la idea de que un "choque de civilizaciones" entre Oriente y Occidente era inevitable, y que Japón estaba destinada como nación a asumir el papel de liberador y protector de Asia contra las potencias europeas y Estados Unidos.

### Tribunal de Crímenes de Guerra de Tokio

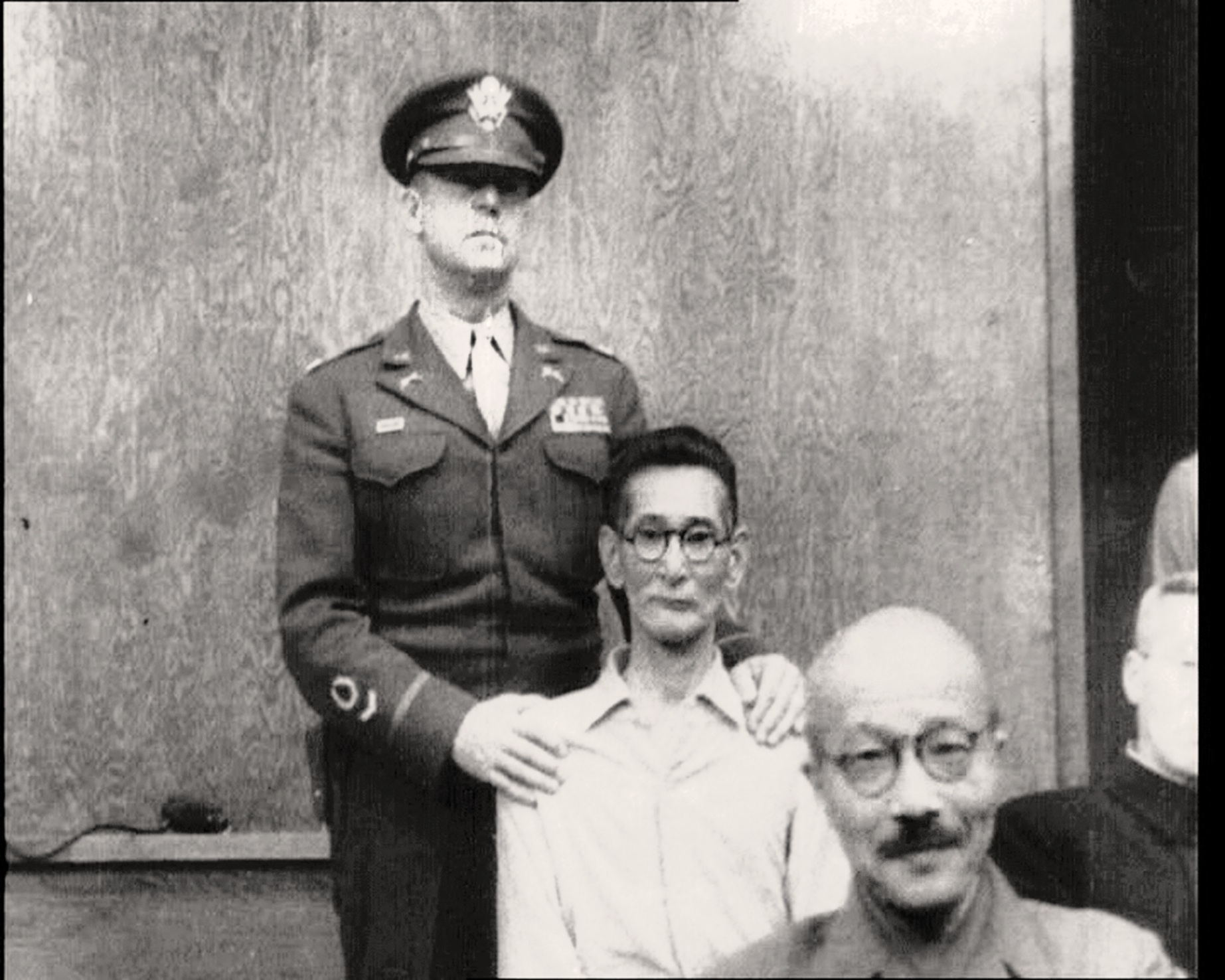
Ōkawa ante el tribunal, con el ex primer ministro japonés Hideki Tojo (sentado al frente) sonriendo en primer plano.

Tras la Segunda Guerra Mundial, Ōkawa fue procesado como criminal de guerra de clase A por los Aliados. No sólo rechazó la legitimidad del tribunal, denunciando el juicio como una farsa, sino que comenzó a demostrar un comportamiento errático (por ejemplo, dando golpecitos en la calva del anterior primer ministro Hideki Tōjō, gritándole en alemán Inder! Kommen Sie! -"¡Ven, indio!"-). El presidente del tribunal, William Webb, concluyó que estaba incapacitado mentalmente y desestimó su causa.

### Traducción del Corán
Ōkawa fue trasladado de la cárcel a un hospital militar del Ejército estadounidense, donde se determinó su inestabilidad mental. Fue transferido al Hospital Matsuzawa, una institución psiquiátrica. Allí realizó la primera traducción japonesa del Corán, no del árabe, lengua que desconocía, sino de un total de diez otras lenguas (inglés, chino, alemán, francés y otras). Fue dado de alta en 1948 y vivió libremente en Tokio hasta su muerte. En la década de 1950 se publicó la traducción del Corán de  T. Izutsu, que recibió asesoramiento de Ōkawa. La traducción coránica de Ōkawa al japonés es hoy en día una rareza bibliográfica.

## Obra
- Algunos asuntos para el levantamiento de Asia (復興亜細亜の諸問題), 1922
- Estudio del espíritu japonés (日本精神研究), 1924
- Estudio de las compañías de colonización (特許植民会社制度研究), 1927
- Historia nacional (国史読本), 1931
- 2600 años de historia japonesa (日本二千六百年史), 1939
- Historia de la agresión anglo-americana en Asia Oriental (米英東亜侵略史), 1941 (best seller en Japón durante la Segunda Guerra Mundial)
- Introducción al islam (回教概論), 1942
- Traducción japonesa del Corán, 1950